# Lettre à mon juge
Lettre à mon juge est un roman de Georges Simenon, publié en 1947 aux Presses de la Cité.

## Résumé
S'adressant à son juge, Charles Alavoine fait référence à son enfance en Vendée. Le père fermier, alcoolique et qui se suicide ayant dilapidé son bien. La mère, trop digne, tenace et possessive, qui prend en main l'existence de son fils, en fait un médecin, l'installe, le marie. 
Veuf et père de deux fillettes, Charles décide de s'établir à La Roche-sur-Yon où il rencontre Armande, qu'il épouse. Celle-ci, femme distinguée de la petite ville et avide de dominer, « s'empare » de Charles, de sa maison et supplante l'autorité de la mère. La vie de la famille est ordonnée, harmonieuse, mais Alavoine se sent un « homme sans ombre ». 
Lors d'un voyage à Nantes, Charles fait la connaissance d'une jeune femme, Martine Englebert. Originaire de Liège, elle débarque de Paris où elle a mené une vie fort libre et vient occuper à La Roche un emploi de secrétaire. Entre elle et Charles, c'est d'emblée une passion violente, comme irrésistible. Le docteur engage à son service et introduit chez lui cette « petite fille » sans charme, déjà blessée, au passé tourmenté. 
Pour elle, Alavoine quitte les siens et vient exercer dans un quartier populaire de Paris. Mais Charles souffre parce qu'il a besoin de s'approprier Martine et qu'il est atrocement jaloux de son passé. Jaloux au point de le reconstituer dans tous les détails, jaloux au point de brutaliser la jeune femme quand ce passé refait surface. Un dimanche, cette rage d'en finir avec « l'autre Martine » devient meurtrière : Alavoine étrangle celle qu'il aime. 
Ayant achevé sa confession, le héros se suicide par empoisonnement, à l'infirmerie de la prison.

## Analyse
Comme le titre le suggère, Lettre à mon juge est écrit à la première personne par Charles Alavoine qui vient d'être condamné pour le meurtre de sa maîtresse, meurtre sans raison apparente. Pour expliquer son geste, le narrateur écrit une longue lettre à son juge d'instruction qu'il considère être le seul à pouvoir le comprendre. On y apprend sa naissance et sa vie entre un père excessif et une mère effacée mais possessive, ses études de médecine, son mariage sans amour avec sa première femme dont il aura deux filles. Sa seconde femme, Armande, entrée dans la maison à l'occasion de la maladie d'une de ses filles finit rapidement par imposer ses goûts et sa façon de vivre et finit par épouser Charles. Celle-ci, issue de la bonne bourgeoisie de La Roche-sur-Yon lui impose sa façon de vivre aussi bien professionnelle (elle gère son carnet de rendez-vous, voire s'immisce dans ses diagnostics médicaux) que personnelle : sa façon de s'habiller, les gens de la bonne société locale à fréquenter. 
Cette situation de soumission, Charles la vit très bien dans un premier temps. Mais ce mariage de convenance n'est pas l'amour fou, et justement l'amour fou, il va le rencontrer au hasard d'un de ses déplacements à Nantes en la personne de Martine Englebert. Très différente de son épouse, il est d'abord repoussé par son comportement qu'il juge vulgaire, mais il comprend rapidement la profonde détresse qui habite cette femme. Immédiatement, Charles ne peut plus vivre sans Martine et sous prétexte d'avoir besoin d'une assistante, il lui fait partager sa vie. Cet impossible ménage à trois ne peut durer longtemps et, après avoir tout avoué à sa femme et à sa mère, le couple va s'installer à Issy-les-Moulineaux, banlieue ouvrière de Paris. Là, Charles essaie d'effacer, avec l'aide de Martine qui désire oublier le passé, les traces et les comportements issus de sa vie dissolue. Charles sombre dans une jalousie noire devant l'impossibilité de ce projet, allant jusqu'à la battre, jusqu'à « tuer l'autre Martine ».

## Thèmes
Le narrateur ressent profondément son extraction d'un milieu modeste, malgré sa situation de médecin, membre des professions libérales et même de « l'intelligentsia ». Il ressent particulièrement ce décalage vis-à-vis de sa seconde épouse qui a toute la distinction, le goût, les manières qui lui manquent.
Le thème du spectacle du procès rejoint ce qui apparaît déjà dans Les Inconnus dans la maison : au milieu d'un spectacle ritualisé et bien huilé, il n'est pas possible de faire passer la vérité profonde des sentiments.
On retrouve le thème de l'homme qui bascule dans une autre vie (L'Homme qui regardait passer les trains) alors qu'il vivait dans un confort douillet, également le thème de l'homme étranger à lui-même (Jean dans La Veuve Couderc), l'homme sans ombre. Ici, Charles, poussé par son amour absolu, trouve le courage de prendre sa vie en main.
Le thème du ménage à trois est pour une part autobiographique, puisque Georges Simenon vit à cette époque une aventure avec sa secrétaire Denyse Ouimet qui sera sa maîtresse à partir de 1946 avant de devenir sa femme en 1950. Cette aventure a également été une source d'inspiration pour le roman Trois chambres à Manhattan.

## Éditions
- Prépublication en feuilleton dans l'hebdomadaire Nuit et Jour, no 119-128 du 3 avril au 5 juin 1947
- Édition originale : Presses de la Cité, 1947
- Livre de Poche no 14276, 1997  (ISBN 978-2-253-14276-8)
- Tout Simenon, tome 1, Omnibus, 2002  (ISBN 978-2-258-06042-5)
- Romans, tome I, Gallimard, Bibliothèque de la Pléiade, no 495, 2003  (ISBN 978-2-07-011674-4)
- Romans durs, tome 6, Omnibus, 2012  (ISBN 978-2-258-09360-7)
- Romans durs, tome 6, Omnibus, 2023  (ISBN 978-2-258-20263-4)

## Adaptation cinématographique
Henri Verneuil a réalisé une adaptation du roman : Le Fruit défendu, avec Fernandel, Françoise Arnoul et Jacques Castelot, sortie en 1952.
Le film a une fin bien moins dramatique que celle du roman, puisque dans le film le personnage principal ne tue pas Martine et ne se suicide pas.

## Source
- Maurice Piron, Michel Lemoine, L'Univers de Simenon, guide des romans et nouvelles (1931-1972) de Georges Simenon, Presses de la Cité, 1983, p. 132-133  (ISBN 978-2-258-01152-6)